# Ebonou
Ebonou est une localité du sud est de la Côte d'Ivoire, et appartenant au département de Grand-Lahou, dans la Région des Lagunes. La localité d'Ebonou est un chef-lieu de commune.